# Galonya (Krassó-Szörény megye)
Galonya (románul: Calina) falu Romániában, Bánságban, Krassó-Szörény megyében, Dognácska községben. Itt található az Istenszülő üdvössége fatemplom, ami egy hivatalos történelmi emlék.